# Kajetán Kindler
Kajetán Kindler OFM (?-1773) byl františkán působící v českých zemích. Působil jako kvardián, lektor filozofie, zpovědník řeholních sester nebo „praeses conferentiarum“. V roce 1764 vyučoval filozofii na klášterních studiích františkánů v Brně. V témže roce tam presidoval tiskem vydané teze Fructus gratia genitrice partus seu philosophia aulica... V blíže nezjištěném období byl vikářem a kvardiánem kláštera v Hájku u Unhoště. V Hájeckém klášteře také Kajetán Kindler zemřel 6. srpna 1773.